# Аминов, Магомед-Загид Амиршейхович
Аминов, Магомед-Загид Амиршейхович (лак. Аминов, МахӀаммад-Загьид; 1938—1994) — лакский поэт, переводчик и литературовед, критик, журналист, педагог. Кандидат филологических наук.

## Биография
Магомед-Загид Амиршейхович Аминов, родился в 1938 году в ауле Хосрех Кулинского района.
После окончания школы поступил на физмат ДГУ. Затем учился в Литературном институте имени А. М. Горького.
Вернувшись после учебы в Дагестан, Аминов работал учителем математики в школах нескольких высокогорных районов, позже — корреспондентом «Дагестанской правды», старшим редактором альманаха «Дружба», заместителем председателя правления Союза писателей Дагестана и консультантом СП Республики Дагестан.
Член Союза писателей СССР с 1964 года. Кандидат филологических наук.

## Творчество
Магомед-Загид Амиршейхович писал на лакском и русском языках. Первое его крупное произведение – поэма «Моя мать» опубликовано в 1956 году в альманахе «Дружба» на лакском языке. Ему принадлежат юмористические новеллы и сатирические рассказы: «Не видел, не слышал», «Зеркало мудреца», «Испоганенная рыба».
Печатался в издательствах как республиканских (Дагкнигоиздат, Дагучпедгиз), так и всесоюзных («Советский писатель», «Детская литература», «Советская Россия», «Современник»).

## Награды
- Литературная премия «Золотой телёнок» «Клуба 12 стульев» «Литературной Газеты» (1969).
- Республиканская премия им. С. Стальского (1979)